# Xerotricha crispolanata
Xerotricha crispolanata е вид охлюв от семейство Hygromiidae.

## Разпространение
Видът е разпространен в Испания (Канарски острови).